# Família Guinle
Guinle  é uma família de origem francesa documentada desde o século XVII em Bazet e arredores, onde foram membros da pequena burguesia. Um ramo transferido para o Brasil ganhou grande proeminência a partir do último quarto do século XIX, quando o seu patriarca, o empresário gaúcho Eduardo Pallasim Guinle, fundou ao lado de Francisco de Paula Ribeiro e Cândido Gaffrée a Companhia Docas de Santos, tornando-se riquíssimos. Entrando na elite carioca, vários descendentes se projetaram na política, no empresariado, nas artes e na sociedade. A família construiu o famoso hotel Copacabana Palace.

## França
A família tem origem na vila de Bazet, um subúrbio de Tarbes, nos Altos Pirenéus franceses. Estão nesta região pelo menos desde 1630, quando Domenge Mamnus, dito Guinle, tem obrigações com a Igreja de Saint-Saver-de-Rustan, a 13 km de Bazet. Em 1699 Bernard Guinle, de Bazet, estava sendo processado pelo médico Dofailla; em torno de 1706 Jacques era advogado; Pierre e Martin foram açougueiros; em torno de 1720 Pierre filho do açougueiro Pierre era advogado do Parlamento; em 1776 Jean, de Tostat (4 km), recebeu do mosteiro de Saint-Lézer metade dos direitos sobre os dízimos de Tostat, e Jean, de Bours (2 km) em 1779 recebeu um arrendamento de terras das Ursulinas. Em 1789 um Guinle citado sem nome próprio era conselheiro e cônsul em Bours, participando da elaboração das petições do senescalado de Bigorre para os Estados Gerais.
Jean-Pierre, nascido em Tarbes em 1806, foi brigadeiro chefe das cavalariças municipais, aposentado em 1867. Um Guinle citado sem nome próprio foi notário em Tarbes em torno de 1860. Outro Guinle foi oficial sanitário em Andrest (3 km), morto em 1852. Romain foi agricultor e assessor administrativo municipal em Andrest, aposentado em 1911. Alexandre (1884-1957), de Tarbes, foi músico e poeta, recebeu da Academia Francesa o Prêmio de Poesia em 1931 e o Prêmio Auguste Capdeville pelo conjunto da obra em 1957. Os Guinle de Sarniguet (3 km) e Pujo (6 km) na II Guerra Mundial auxiliaram a esconder judeus e abrigar aviadores norte-americanos caídos na campanha. Disse Marcel Céroni que "esta família generosa e patriótica participou ativamente da Resistência".
Os Guinle se aparentaram com a família Ducasse, nativa de Bazet. Antoine Guinle (1819-1854) casou com Jeanne Ducasse, gerando Dominique, Alexis e Marc. Jeanne era irmã de François Ducasse, que foi diplomata em Montevidéu e pai de Isidore Ducasse (mais conhecido como Lautréamont), nascido em Montevidéu. Marc foi carpinteiro e avô de Marcel Guinle, secretário da prefeitura de Bazet.

## Brasil
A linha brasileira inicia com Jean-Arnauld Guinle, nascido em Bazet, filho de Pierre Guinle e Jeanne Bragat, que em torno de 1840 decidiu emigrar para o Uruguai. Ao chegar encontrou Montevidéu em meio a turbulência militar, sendo aconselhado pelo representante consular francês Theodore Pichon a mudar-se para o Brasil ou a Argentina. Casou em 24 de novembro de 1843 com a francesa Josephine Désirée Bernardine Pallasim (ou Palassim), partindo imediatamente depois para Porto Alegre, onde nasceu em 1846 seu filho Eduardo Pallasim Guinle.
Eduardo começou trabalhando como caixeiro viajante, e depois de conhecer Cândido Gaffrée, natural de Bagé, estabeleceu com ele uma parceria comercial. Eduardo casou em 1875 com Guilhermina Coutinho, e no mesmo ano, levando o sócio, se instalou no Rio de Janeiro, onde abriram um pequeno comércio na zona central da cidade. No Rio nasceriam os filhos de Eduardo: Eduardo (1878), Guilherme (1882), Carlos (1883), Arnaldo (1884), Octávio (1886), Celina (1887) e Heloísa (1890).
Os dois sócios, tendo vencido em 1888 uma licitação para modernizar uma parte do Porto de Santos, conseguiram nos primeiros anos da República, e desta vez sem nova licitação, expandir a concessão de 866 metros para 4.720 metros, e prorrogar o período de vigência de 39 para 92 anos. Passaram então a receber a enorme receita resultante de um percentual do valor de toda a carga que usava o porto.
Eduardo Guinle, falecido em 1912, deixou uma grande fortuna para seus descendentes. Gaffrée, que morreu em 1919 sem deixar herdeiros, também deixou sua parte nas empresas aos sete filhos de Eduardo, que expandiram, na primeira metade do século XX, os negócios familiares para as áreas de produção e distribuição de energia elétrica, imobiliárias, indústria têxtil, bancos, construção civil e hotelaria. Pertenceu à família — protagonista de alguns dos principais capítulos da história econômica do Brasil — o Copacabana Palace Hotel, o mais luxuoso hotel brasileiro da época, construído a pedido do então presidente do Brasil Epitácio Pessoa, que desejava um hotel de turismo na capital do país.
A proximidade do poder na então capital federal, o Rio de Janeiro, favoreceu sobremaneira os negócios da família Guinle, que além de ter explorado por décadas o Porto de Santos, executou diversas obras públicas no país. A transferência da capital para Brasília causou a derrocada financeira do clã.

## Atuação do Grupo Guinle & Cia  e sua disputa com aSão Paulo Tramway, Light and Power Company
A família Guinle inicia os seus negócios, na praça do Rio de Janeiro, ainda na segunda metade do século XIX, em 1871, quando Eduardo Palassin Guinle resolve abrir uma loja de tecidos importados, no centro da cidade, tendo como sócio Cândido Gaffrée. Já no ano seguinte, em 1872, os dois sócios ampliam os seus negócios para o ramo de ferrovias, incluindo, à época, a construção de estradas de ferro no Nordeste, no Rio de Janeiro e em São Paulo. Em 1888, a Gaffrée & Guinle obtém a concessão para a construção do novo Porto de Santos, em disputa com diversas empresas concorrentes. Mais tarde, em 1892, a mesma dará origen a Companhia Docas de Santos, que terá Cândido Gaffrée e Eduardo Palassin Guinle como os seus principais acionistas.
Os negócios que envolviam a construção do Porto de Santos passaram a ser as principais atividades dos Guinle na década de 1890. Em 1899, os Guinle adquirem, em localidade próxima à Petrópolis, uma queda d`agua no rio Paquequer, “com o objetivo de construir uma hidrelétrica para fornecer eletricidade ao Rio de Janeiro”. Contudo, esse plano fora adiado, em função da então construção do Porto de Santos. Nesse mesmo ano, foi fundada em Toronto, no Canadá, aquela que seria a maior concorrente dos Guinle no setor elétrico, a São Paulo Tramway, Light and Power Company, voltada inicialmente para a praça de São Paulo . 
A disputa com a São Paulo Tramway, Light and Power Company teria início a partir da própria capital de São Paulo. Em 1901, a Gaffrée & Guinle recebeu autorização para instalar uma usina hidrelétrica no rio Itatinga, destinada a fornecer eletricidade para a Companhia Docas de Santos. Ainda naquele ano, quando a usina já estava em funcionamento, tentariam fornecer o excedente de energía elétrica produzida para a cidade de São Paulo, objetivando ingresar naquele mercado. Contudo, seriam barrados pela força do monopólio da São Paulo Tramway, Light and Power Company, que aquela altura já havia absorvido a Companhia de Água e Luz do Estado de São Paulo por meio de controle acionário, tomando, então, para o seu dominio, as concessões que esta última detinha. Aliás, essa foi a mesma estratégia utilizada pela São Paulo Tramway, Light and Power Company para obtenção de monopólio no setor de transporte, com os carris urbanos - bondes, que, uma vez conquistada a primazia na cidade de São Paulo, logo voltaria suas atenções para o Rio de Janeiro.
A disputa pela concessão da iluminação pública no Distrito Federal vinha desde 1892 e alguns impedimentos legais e conflitos de esfera de jurisdição e competência entre companhias concessionárias e entre os poderes federal e municipal, tornaram mais difícil a equação da geração e do fornecimento de energia elétrica à cidade do Rio de Janeiro assim como colocaram em evidencia o problema dos monopólios nos serviços públicos. A primeira disputa se deu entre a SAG (Société Anonyme du Gaz) e a Companhia Jardim Botânico de bondes. Ainda, por decreto imperial, em junho de 1886, foi asegurado à SAG, companhia de origem belga, a “exclusividade no fornecimento de gás canalizado à cidade para os serviços de iluminação pública ou quaisquer outros, podendo o governo imperial determinar a substituição do gás pela eletricidade dentro do prazo da concessão, que findaria em 1915”. Com o advento da República, em novembro de 1889, e a nova Constituição de 1891, a concessão de iluminação e outros serviços públicos foram municipalizados e passaram para esfera do Distrito Federal. Apesar da Lei Orgânica de 1892 garantir a SAG a “exclusividade no fornecimento dos serviços de iluminação pública e particulares”, esta, na prática, não aceitou “a subrogação da municipalidade nas obrigações que cabiam à União, (...) configurando uma dualidade de competências no que concerne aos serviços públicos de eletricidade do Distrito Federal, refletida na legislação e nos atos administrativos emanados de decisões quer municipais quer federais”. 
A SAG só reconhecia, como “poder concedente e fiscalizador dos serviços de iluminação no Rio”, o então Ministério da Indústria, Viação e Obras Públicas (MIVOP). Nesse contexto de dualidade de competências entre o poder municipal e a União, em 1893, a SAG acusou a Companhia Ferro-Carril Jardim Botânico de estar vendendo “a terceiros, com fins de iluminação, o excedente da energia elétrica produzida” e fornecida por ela à companhia “com a finalidade original de acionar seus bondes”. A SAG obteve ganho de causa na questão e a Companhia Ferro-Carril Jardim Botânico  “passou a poder usar as ruas apenas para a transmissão de força”, colocando seus bondes em funcionamento22 . A segunda disputa se deu em torno da Concessão Reid, como ficou conhecida. Esta foi a primeira concessão municipal, de dezembro de 1899, referente ao fornecimento de energia elétrica ao Distrito Federal por fontes hidráulicas.
Em 1898, Willian Reid havia descoberto em Ribeirão das Lages, localidade próxima ao Rio de Janeiro, um local adequado para a instalação de uma usina e produção de energia elétrica, suficiente para abastecer toda a cidade. Ao final daquele ano “o prefeito Luiz Van Erven vetou uma resolução do Conselho Municipal que atribuía a William Reid & Cia o direito exclusivo de instalação de usinas distribuidoras de energia elétrica gerada por força hidráulica. (...) Em setembro de 1899, o Senado referendou a decisão de Van Erven”. Contudo, com a mudança de poder na prefeitura e a entrada do Prefeito Cesário Alvin, o Conselho Municipal aprovou outro projeto, idêntico ao vetado, que deu origem a decreto municipal, de dezembro de 1899, instituidor da Concessão Reid. Finalmente, “em junho de 1900, Cesário Alvim concedeu à William Reid & Cia o direito de gerar e distribuir eletricidade de origem hidráulica ao Distrito Federal - com exclusividade até 1915 e sem exclusividade até 1950, para todos os fins, exceto o de iluminação, preservando assim os direitos da SAG.  Animados pela Concessão Reid, tanto a São Paulo Tramway, Light and Power Company quanto os Guinle lançam-se em novas tentativas de penetrar no mercado do Distrito Federal .
Em tese, até 1915, qualquer possibilidade de entrada nesse mercado de geração e fornecimento de energia elétrica estava vedada pela exclusividade, assegurada em lei, à SAG, na iluminação pública e particular, e à Willian Reid & Cia, para todos os outros serviços e atividades onde a eletricidade fosse empregada. Entretanto, a tensão no setor elétrico ampliava-se a cada dia, quer pela crescente demanda do serviço na capital do país, face ao seu crescimento demográfico e econômico, quer pela pressão de modernização dos serviços públicos no Rio de Janeiro nesse início de século, encabeçada pela reforma urbana implementada na cidade pelo Prefeito Pereira Passos (1902-1906). Uma das estratégias dos Guinle foi, por um lado, de ampliar o máximo possível seus negócios – todos ligados aos serviços públicos e infraestrutura, isto é, na tríade transportes, energia e portos – para outros estados da federação, estendendo a sua ação territorial no país. E, por outro, estabelecer um “cerco geográfico” sobre o Distrito Federal, investindo com peso na geração e fornecimento do serviço de eletricidade em cidades do Estado do Rio de Janeiro, como Petrópolis, São Gonçalo e Niterói, a capital do estado, localizada em frente ao Rio de Janeiro, na porção oriental da Baía da Guanabara. Outra estratégia dos Guinle foi buscar apoio dos industriais do Distrito Federal para o fornecimento de eletricidade. 
Assim, em 1903, os dois sócios Eduardo Palassin Guinle e Cândido Gaffrée fizeram uma sondagem e “distribuíram uma circular entre os industriais cariocas, visando saber se eles aceitariam substituir o vapor pela energia elétrica em suas fábricas”. Além do apoio em geral buscado nos industriais tinham expressivos apoios políticos que se estendiam aos ocupantes de cargos em ministérios no governo federal, assim como em importantes associações no contexto da época, na sociedade brasileira, tais como no Clube de Engenharia e no Centro Industrial do Brasil (CIB). Ainda nesse mesmo ano, de 1903, os Guinle reforçam as suas “munições” através da associação de Eduardo Guinle, filho de Eduardo Palassin Guinle, ao engenheiro norte americano Adolf Aschoff  e criam a firma Aschoff & Guinle que tinha como objetivos “importar, exportar e consignar equipamentos elétricos”.  Alguns meses depois, em março de 1904, com a morte de Aschoff, “a razão social da firma foi mudada para Guinle & Cia., e o prazo de duração foi fixado em 31 de dezembro de 1909, sendo prorrogado mais tarde até 1915. A Guinle & Cia. deu continuidade aos negócios de Aschoff & Guinle, que abrangiam a representação de fabricantes internacionais de equipamentos elétricos - entre os quais a General Electric -, o comércio de artigos elétricos, a execução de projetos e a construção de pequenas hidrelétricas e linhas de transmissão”. 
Além de Eduardo Guinle Filho, se associaram a ele Carlos e Guilherme Guinle, os outros dois filhos de Eduardo Palassin Guinle, na nova firma dos Guinle. Este último, juntamente com Cândido Graffée, eram também os dois maiores acionistas da Guinle & Cia. Mediante a criação da Guinle & Cia, Eduardo Guinle Filho foi procurado, ainda em 1904, “pelos futuros empresários da Rio Light, James Mitchell e Fred Pearson, em Nova Iorque para discutir um acordo de implantação de uma empresa de eletricidade na capital. Os norte-americanos identificavam o grupo de Eduardo Guinle e Cândido Gaffrée, concessionários da Companhia Docas de Santos, não apenas com condições financeiras como políticas para auxiliar no novo empreendimento da São Paulo Tramway, Light and Power Company. Além disso, a Guinle & Co. era representante dos equipamentos da General Electric” . Contudo, um possível acordo entre eles não deu certo. “Eduardo Guinle Filho negou as propostas norte-americanas, acreditando que sua família tinha plenas condições de assumir as concessões e o serviço autonomamente”.  A partir de, então, originou-se uma inimizade eterna entre os dois grupos que mobilizou e dividiu a opinião pública. Entre os anos de 1904 e 1906, a Guinle & Cia realizou estudos tendo em vista “a exploração do Rio Paraíba do Sul e outros rios fluminenses para representar a General Electric (GE) no Brasil, além de executar projetos e construir linhas de transmissão para terceiros”. Mas, ainda no ano de 1906, a Guinle & Cia deu início às obras para o aproveitamento das quedas do rio Piabanha e seu afluente, o rio Fagundes, e à construção de uma hidrelétrica, na localidade de Alberto Torres, a 100 km da capital federal, no então município de Paraíba do Sul. A capacidade inicial da usina de Piabanha foi de 9.000 kw e a data oficial de sua inauguração foi em 9 de novembro de 190838 . Paralelamente a atuação dos Guinle, a São Paulo Tramway, Light and Power Company. centrará as suas ações no Distrito Federal e no fornecimento de energia para a cidade do Rio de Janeiro, privilegiando suas incursões sobre a aquisição de controle acionário das companhias de bondes e sobre as empresas concessionárias no fornecimento de energia elétrica para a cidade, a saber: a SAG (Société Anonyme du Gaz) e a Companhia Nacional de Eletricidade, que era naquele momento quem tinha em mãos a Concessão Reid. Em maio de 1904, Frederick Pearson e Alexander Mackenzie, associados ao capitalista norte-americano Percival Farquhar, constituíram nos Estados Unidos, com fórum na cidade de Nova Jersey a Rio Ligth. “Garantido o suporte de investidores canadenses, a empresa foi definitivamente incorporada em junho, em Toronto, com um capital inicial de US$25 milhões”. Mesmo antes de ser autorizada a funcionar no Brasil em maio de 1905, a Rio Light adquiriu em janeiro daquele ano, através de Alexander Mackenzie, a Concessão Reid e, em seguida, absorveu todo o capital da SAG, assumindo o seu controle acionário. Ainda em dezembro do mesmo ano, iniciou a construção da hidrelétrica de Fontes, no ribeirão das Lajes, no município fluminense de Piraí, concluída, assim como a usina dos Guinle de Piabanha, em 1908. As concessões dos serviços de bondes seguiram o mesmo passo. Entre 1905 e 1907, a Rio Light realizou a compra de diversas empresas brasileiras, absorvendo as suas respectivas concessões. Em novembro de 1907, a Rio Light conseguiu unificar os contratos de concessão das companhias adquiridas e, em 1910, adquiriu, finalmente, o controle acionário da última delas que foi a Companhia Ferro-Carril Jardim Botânico . Coroando o seu método devorador e monopolista de atuação, a Light and Power resolveu, em 1912, unificar as diretorias da Rio Light e da São Paulo Light numa mesma companhia, integrando os seus empreendimentos no país na holding Brazilian Traction Light and Power, “visando facilitar o levantamento de capital adicional para permitir a expansão dos serviços de gás, iluminação, bondes e telefone no Brasil .

## Membros de destaque
- Luiz Guinle, deputado estadual/federal pelo Rio de Janeiro, não se casou;
- Eduardo Guinle, empresário, casado com sua prima Branca Coutinho Ribeiro;
- Guilherme Guinle, político, fundador do Banco Boavista, cavaleiro da Ordem Soberana e Militar de Malta e diplomata na Itália;
- Carlos Guinle, casado com Gilda de Oliveira Rocha, mecenas de Heitor Villa-Lobos e pai do conhecido playboy Jorginho Guinle;
- Arnaldo Guinle, empresário, casado com Madeleine Lacroix,[16] não teve descendentes. Foi dirigente do Fluminense Football Club, do qual é patrono. Foi também o segundo presidente da Confederação Brasileira de Futebol;
- Celina Guinle, casada com o aristocrata imperial Linneo de Paula Machado;
- Octávio Guinle, conhecido bon-vivant, fundador do Copacabana Palace, avô da atriz Guilhermina de Oliveira Sampaio Guinle;
- Heloísa Guinle, casada com Samuel Ribeiro, sem descendentes.
- César Guinle, engenheiro e político brasileiro, prefeito da cidade de Nova Friburgo; filho de Eduardo Guinle.[23]
- Jorginho Guinle, socialite, playboy e herdeiro bilionário brasileiro, casado com Dolores Sherwood;
- Jorge Eduardo Guinle (filho), pintor, desenhista e gravador brasileiro, nascido em Nova Iorque;
- Gabriel Guinle, agente carcerário e filho mais novo de Jorginho Guinle.
- Georgiana Guinle, escritora, ex-apresentadora de televisão e atualmente evangélica;
- José Eduardo Guinle (1944 - São Paulo, 19 de setembro de 2021), foi diretor-geral do hotel Copacabana Palace. Começou a trabalhar no hotel nos anos de 1960 até setembro de  1989, mês que o hotel foi vendido. Ficou conhecido por ter feito uma grande reestruturação no Copacabana Palace, comandando uma equipe de 550 funcionários. Irmão de Luiz Eduardo Guinle, foi responsável pelo processo de negociação e venda do centenário hotel. Ele também foi fundador do Rio Convention Bureau.[24]
- Guilhermina Guinle, atriz
- Christiana Guinle, atriz presente na telenovela Lado a Lado

## Locais
- Edifício Guinle, sede das empresas da família, em São Paulo;
- Estádio Eduardo Guinle, em Nova Friburgo, Rio de Janeiro;
- Rua Eduardo Guinle, em Botafogo, Rio de Janeiro;
- Rua Guilhermina Guinle;
- Rua Guilherme Guinle, em São Vicente, São Paulo;
- Palácio Guinle, posteriormente demolido, na praia do Botafogo entre o viaduto para Laranjeiras e a rua Farani,  no Rio de Janeiro. Foi construído pelo urbanista francês Gérard Cochet;
- Hospital Universitário Gaffrée e Guinle, hospital fundado pela família;
- Ilha de Brocoió, ilha de veraneio da família;
- Jardim Guilhermina, bairro onde se localizava a fazenda da família, em Praia Grande;
- Palácio de Brocoió, residência da família na ilha;
- Palácio Laranjeiras, hoje residência do governador do Rio de Janeiro, antigo palácio da família.
- Parque Eduardo Guinle, antigos jardins do Palácio Laranjeiras;
- Granja Comary, em Teresópolis.
- Hotel Copacabana Palace, em Copacabana, no Rio de Janeiro.
- Jóquei Clube Brasileiro, na Gávea, no Rio de Janeiro.
- Park Hotel, em Nova Friburgo.
- Casa de Eduardo Guinle, atração turística na Rua da Imperatriz nº 876, na cidade de Petrópolis